# Roihuvuori
Roihuvuori (suédois : Kasberget) est une section du quartier de Herttoniemi d'Helsinki, la capitale de la Finlande.

## Description
Roihuvuori a une superficie de 1,47 km2, sa population s'élève à 7 570 habitants(1.1.2010) et elle offre 898 emplois (31.12.2008).
Le quartier est bordé au sud par la route Johan Sederholmin tie, la baie Porolahti et le canal de Tammisalo.
À l'est, en direction de Marjaniemi, la limite était Mustapuro, mais de nos jours, la zone à  l'ouest du fossé des jardins de Marjaniemi fait partie de Vartiokylä, et la forêt et la prairie du côté Est du fossé, au bord de la baie Strömsinlahti, fait partie de Roihuvuori.
Roihuvuori est bordé au nord par l'Itäväylä. 
À l'ouest, Roihuvuori est séparé de la zone d'activité d'Herttoniemi par une étroite ceinture verte, le long de la bordure ouest de laquelle passe la frontière des quartiers. 
Par conséquent, les bâtiments situés le long de la rue Sahaajankatu, qui s'étend du nord au sud, font partie du parc d'affaires d'Herttoniemi.

## Lieux et monuments
Roihuvuori abrite de nombreux espaces verts publics qui forment la zone des parcs de Roihuvuori.

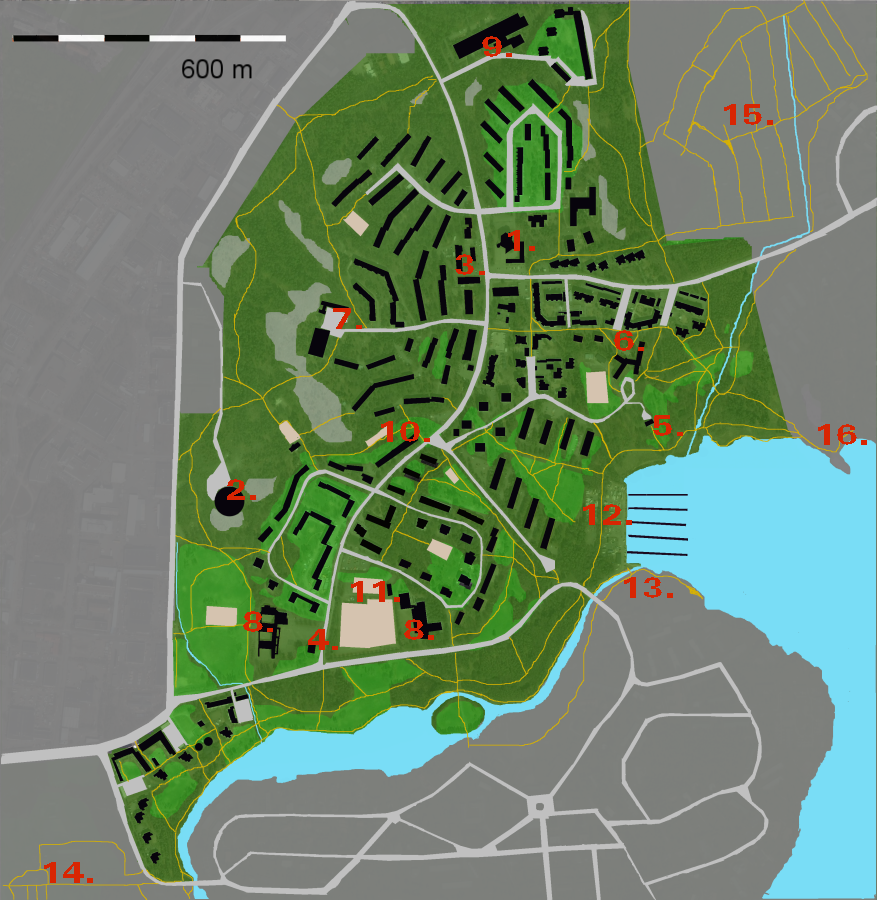
1. Église, 2. Château d'eau, 3.centre commercial, 4.Bibliothèque de Roihuvuori, 5. Manoir de Ströms, 6. École de musique d'Helsinki-Est, 7. École primaire de Roihuvuori, 8.École primaire de Porolahti, 9.École professionnelle, 10. Jardin japonais, 11.Terrain de sport, 12.Marina de Strömsinlahti, 13.
Hors Roihuvuori: 14. Manoir d'Herttoniemi, 15. Jardins de Marjaniemi, 16.Plage de Marjaniemi.

## Transports
Roihuvuori est desservi par les lignes de bus :
| N°  | Trajet                                                   |
| --- | -------------------------------------------------------- |
| 80  | Herttoniemi (M) - Roihuvuori - Roihupelto                |
| 82  | Herttoniemi (M) - Roihuvuori - Itäkeskus (M)             |
| 82B | Herttoniemi (M) - Tammisalo - Roihuvuori - Itäkeskus (M) |
| 94N | Rautatientori - Roihuvuori - Rapolantie                  |

## Galerie

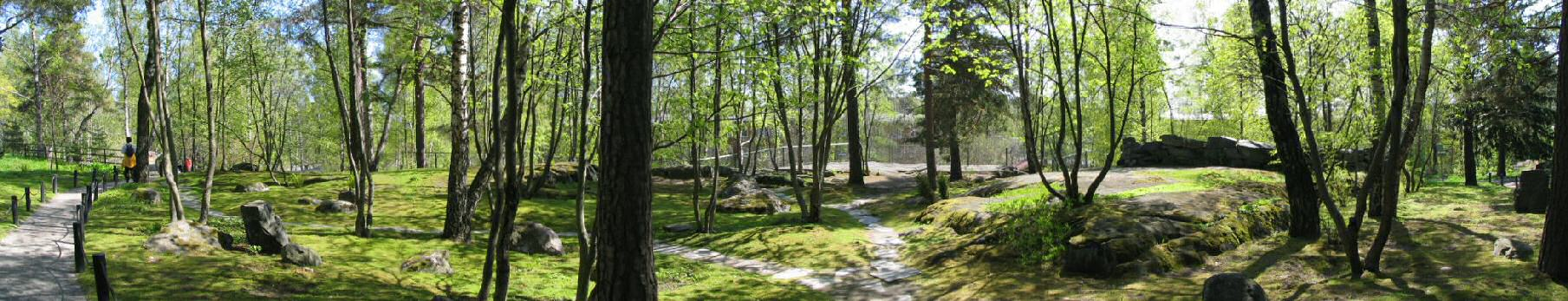
Le jardin japonais.